# ハンチョウ〜警視庁安積班〜
『ハンチョウ〜警視庁安積班〜』（ハンチョウ けいしちょうあずみはん）は、2012年から2013年まで毎週月曜日20:00 - 20:54に、TBS系「パナソニック ドラマシアター」枠で放送された日本の刑事ドラマシリーズ。原作は、今野敏の警察小説『安積班シリーズ』。主演は佐々木蔵之介。
『ハンチョウ〜神南署安積班〜』の続編で、前作は4シリーズあった。
本項での「S」はシリーズを表す。

## 概要
主演の佐々木蔵之介演じる安積剛志が神南署から警視庁へ異動。物語の舞台が変わることに伴い、番組名も変更された。なお、佐々木以外のレギュラー出演者も一新している。
刑事部長役で出演する里見浩太朗は、『水戸黄門』が終了して以来初めてパナソニック ドラマシアター枠での出演で、『水戸黄門』、『江戸を斬る』、『大岡越前』に次いでのレギュラー出演となる。
キャッチコピーは「異動先は、敵地（アウェー）。」（S5）「新天地に、正義咲く。」（S6）
S6の終了を以って4年半（「ナショナル劇場」時代を含めると57年間）続いた「パナソニック ドラマシアター」枠が廃枠となったと同時に、秋田放送・四国放送・（日本テレビ系列）・福井放送（日本テレビ系列・テレビ朝日系列）の系列外3局は、「パナソニック ドラマシアター」廃枠に伴う月曜20時台系列外6日遅れネット廃止に伴い、S6が「ナショナル劇場」から続いてきた月曜20時台ドラマ最終放送作品となった。

## キャスト

### 安積班
安積剛志〈42〉
演 - 佐々木蔵之介
経歴：警視庁神南警察署刑事課強行犯係 係長（S1 - S4）
→ 警視庁捜査一課特捜一係 係長（S5）
→ 警視庁資料編纂室
→ 警視庁押上分署刑事課捜査一係 係長（S6）
係長。階級は警部補。神南署で数々の難事件を解決した手腕は警視庁管内でも知れ渡っており、警視庁内部の組織を超え機動性を持ち捜査出来る特捜一係を設置した川口刑事部長にチームをまとめる力を買われ、神南署から警視庁に引き抜かれる。特捜一係解散後は、資料編纂室に配属されていたが、川口刑事部長の命令で新設された押上分署へ異動となった。
刑事とは犯人検挙の前に自分の命を守り、無謀な行為は避けるべきという信念をもっており、尾崎たちが無謀な行為をした際には厳しく諭し、部下が危険な行為にさらされるような任務を命じられた際には上司に対し抗議することも辞さない。
「木曜日の子供」事件では川口刑事部長が三神雅也（容疑者M）の情報を知り得た事に疑問を持ち、真山捜査一課長に刑事部長の通話記録を自身の懲戒免職を覚悟した上で調査を依頼した事がある。
結城沙緒里〈25〉
演 - 比嘉愛未
経歴：警視庁阿佐ヶ谷警察署強行犯係
→ 警視庁捜査一課特捜一係（S5）
→ 警視庁八丈島警察署大山駐在所
→ 警視庁押上分署刑事課捜査一係（S6第1話 - 第3話）
→ 警視庁八丈島警察署 出向（S6第4話 - 第7話）
→ 警視庁押上分署刑事課捜査一係（S6第7話 - 最終話）
階級は巡査。鑑識課の木村千春は友人。小池竜也とは警察学校の同期。阿佐ヶ谷警察署強行犯係から異動。特捜一係解散後は八丈島警察署管内の大山駐在所に勤務していたが新設された押上分署へ異動になり、安積の部下として復帰する。
捜査では安積とコンビを組むことが多い。男勝りかつ正義感が強いが短気であり、不遜な態度をとる犯人を怒鳴りつけたり、捜査が行き詰まると苛々して小池に暴力を振るうことがある。細身の体に似合わず大食漢である。
小池と同じく、三神のかつての交際相手であった樋口亜希子と知り合い（かつて亜希子が傷害事件を起こした際に現場に駆けつけた）であるため、特捜一係に配属された。
尾崎誠〈38〉
演 - 小澤征悦
経歴：警視庁捜査一課
→ 所轄署
→ 警視庁捜査一課特捜一係（S5）
→ 警視庁警備部
→ 警視庁押上分署刑事課捜査一係（S6第1話 - 第3話）
→ 警視庁警備部 出向（S6第4話 - 第8話）
→ 警視庁押上分署刑事課捜査一係（S6第9話 - 最終話）
階級は警部補。優秀な警察官であり捜査一課に引き抜かれる。しかし上司の命令に従った結果、後輩の谷が殺害されたことに苦悩し、当時の上司である真山捜査一課長の計らいで所轄署に戻される。それからは自分が正しいと判断した場合は上司の命令に背くことを厭わず、独断で行動するようになった。特捜一係に配属後も独断で動くことが多かったが、徐々に安積を信頼するようになり、係のナンバー2として安積を補佐する。拳銃の密売ルートに詳しい。特捜一係解散後は警備部へ異動になっていたが新設された押上分署へ異動になり、安積の部下として復帰する。久米島課長狙撃事件解決後、イタリアに特別書記官として駐在することが決まる。
小池竜也〈25〉
演 - 福士誠治
経歴：第二機動捜査隊
→ 警視庁捜査一課特捜一係（S5）
→ 警視庁錦糸町警察署
→ 警視庁押上分署刑事課捜査一係（S6）
階級は巡査。結城とは警察学校の同期。第二機動捜査隊から異動。捜査では尾崎とコンビを組むことが多い。特捜一係解散後は、錦糸町警察署に配属されていたが新設された押上分署へ異動になり、安積の部下として復帰する。
気弱な性格で自分の意見はあまり主張せず、捜査でミスを犯すことも多いが、徐々に刑事として成長していく。
実は「木曜日の子供」事件の重要参考人である三神雅也と同級生であり、彼と親しかった町村良平とも友人であるため、特捜一係に配属された。
久米島保
演 - 升毅（S6）
経歴：警視庁日本橋警察署刑事課
→ 警視庁等々力警察署警務課会計係 係長
→ 警視庁押上分署刑事課捜査一係 課長（S6）
課長。階級は警部。等々力警察署警務課会計係係長から安積の上司として押上分署に赴任してくる。いつも定時に帰宅し家庭を大事にする愛妻家と思われていたが、実は離婚しており、5年前から一人暮らしだった。日本橋署の刑事課にかつて在籍しており、当時、日本橋署の署長をしていた川口刑事部長の部下だった。15年前に起こった押上現金輸送車強奪事件で捜査一課の応援で捜査をしていた時に誤認逮捕をしてしまう。責任を問われ、左遷された後も寺田巡査の協力で密かに強奪事件の真相を捜査している矢先に犯人に狙撃され生死の境を彷徨う。一命を取り留めた後に安積に捜査の全容や狙撃事件の顛末を話す。

### 警視庁

#### 鑑識課第四分室
丸岡喜一郎〈48〉
演 - 六平直政
主任。階級は警部。通称「丸さん」。警察内部の情報に精通しており、安積は信頼を寄せている。また、安積の飲み友達でもある。
甘党であるが医者から甘いものを控えるように指導されており、つまみ食いをしようとして千春によく止められている。
S6では安積と一緒にのみくい処とくよしへ飲みに行くことがある。
木村千春〈25〉
演 - 加藤夏希
階級は巡査。結城沙緒里の友人。サイバー犯罪対策課から異動してくる。優秀な人材でコンピュータを使用した捜査は他を圧倒する腕前である。酒豪かつ酒癖が悪いらしく、沙緒里や丸岡から恐れられている。

#### 捜査一課
城戸章弘〈41〉
演 - 合田雅吏
管理官。階級は警視。真山の右腕的な存在であり、捜査一課随一の情報通で、信頼されている。かつては特捜一係を目の敵にしており、安積とも意見が対立することが多かった。安積が押上分署へ異動した直後に発生したバスジャック事件を彼らと協力して解決する。
片山哲
演 - 白石朋也（S5第1話・第2話・第6話・第8話・最終話）
階級は警部補。城戸の部下。
真山塔子〈45〉
演 - 高島礼子
課長。階級は警視正。特捜一係直属の上司。警視庁で初めての女性捜査一課長で、通称「鉄の女」と呼ばれている。
特捜一係が設置された直後はその存在自体をあまり快く思っていなかった。満足な結果が得られなかった場合は解散させるよう川口に迫り、安積にもその旨を伝えている。事件の捜査で協力するうちに特捜一係の面々を部下として気遣うようになり、「木曜日の子供」事件で特捜一係と協力して事件を解決した。
安積が押上分署へ異動してからは全幅の信頼を寄せるようになり、バスジャック事件や久米島課長狙撃事件では川口刑事部長の指示を伝え、安積班に捜査を継続させた。

#### 他の関係者
谷靖人
演 - 尾関伸嗣（S5第7話・第10話）
警視庁地域部。階級は巡査。尾崎誠の後輩。5年前、拳銃密売取引現場に偶然居合わせてしまい、犯人に射殺され殉職する。
寺田正一
演 - 林家正蔵（S6）
警視庁向島中央警察署押上交番。階級は巡査長。落語が好き。家族は妻の佐和子と息子の則行。父親の政則は15年前に殉職している。
久米島課長の依頼で押上現金輸送車強盗事件の捜査を手伝っていた。
川口総太郎〈58〉
演 - 里見浩太朗
刑事部長。階級は警視監。若い頃は公安一課に所属していた。「木曜日の子供」事件を解決するため、特捜一係を設置し自ら統括する。実は警察官になる前は「木曜日の子供」のリーダーであった若林公康と志を同じくする同志であった。
「木曜日の子供」事件の解決後、特捜一係に所属していた安積達を新設された押上分署へ異動させた。海外の会議に出席していた時に久米島課長が狙撃され重傷を負ってしまう。久米島が犯人に狙撃される原因となった15年前に起きた押上現金輸送車強奪事件の再捜査を安積班に命じた。当時、日本橋署の署長をしていたときに現金強奪事件が起きる。

### 水沢医院
水沢圭次郎
演 - 橋爪功（S6）
押上に開業して30年になる町医者。町の赤ひげ的な存在で徳吉も通院している。患者思いで時に厳しい事を言う。
「いかにも市民を守っている」という姿勢で勘違いした横柄な態度を取る警察を嫌っている。のみくい処とくよしの常連である。
安積達が押上分署へ異動した直後に起きた事件で被疑者を逮捕しようとした時に手に怪我を負った犯人を見て「怪我人を逮捕する気か!」と叱責した。それ以降は安積達を新参者扱いしており、事件の捜査でも非協力的である。
かつて存在した地元の草野球チーム「押上リバース」の担当医であり、15年前、重い心臓病を患っていた藤谷由加里を救う為、「押上リバース」のメンバーが中心になって手術費用の1億円を集めたが、募金が関係者に盗まれてしまった。
押上現金輸送車強奪事件はその1億円を工面するために引き起こされたものであり、自首しようとしたメンバー達を押しとどめ、真実を封印する。
村松彩子
演 - 池亀末紘（S6第3話・第5話）
看護師。

### のみくい処とくよし
徳吉幸吉
演 - 金田明夫（S6）
店主。押上分署が管轄する地域の事情に詳しい。地元の草野球チーム「押上リバース」の元メンバー。押上現金輸送車強奪事件の実行犯の一人で由加里の手術が成功した後に自首しようとするが、由加里の心を傷つけてしまうと水沢に説得され自首を断念した。坂木治郎が逃走した後、平沼和夫を呼び出した坂木を探し当てる。
阿部桃子
演 - 吉川友（S6）
店員。

### ゲスト
シリーズ5 / シリーズ6

#### シリーズ5（2012年）
第1話「警視庁安積班」、第2話「殺人予告メール完結編」
- 西森奈保子（CNC TELEVISION news Live キャスター） - 岸本加世子
- 中谷吾朗（GINZA MUKU ペットショップ店員・矢口優の同級生） - 河相我聞
- 矢口優（洋食屋コック） - 池内万作
- 吉見健吉（幸子の父親） - 上杉祥三
- 石本（CNC TELEVISION news Live ディレクター） - 山口良一
- 砂塚修平（ストーカー事件目撃者） - 住田隆
- 石川綾乃（矢口優の友人） - 黒坂真美
- 吉見幸子（女子大生・CAFE'chum 店員） - 酒井治美
- 清水陽菜（CNC TELEVISION news Live サブキャスター） - 江藤愛（TBSアナウンサー）
- 掃除のおばさん - 泉ピン子（第1話のみ）
- 寺西功（拳銃の売人） - 松田ジロウ（第1話のみ）

第3話「遺留品1000万円の謎!?」
- 泉田武史（イタリアンレストランIZUMI オーナー） - 石井正則
- 津久見大地（荒川情報通信大学 学生） - 柄本時生
- 阿部（塚本のアルバイト仲間） - 村松利史
- 塚本浩平（日雇い派遣社員） - 山田悠介
- 泉田優太（武史の息子） - 西本晴紀
- 生稲幸代（泉田の知り合い） - 水野久美

第4話「潜入捜査！消えたダイヤを追え」
- 永瀬拓海（永瀬オートサービス 経営者） - 山崎裕太
- 兵藤浩次（BAR RION オーナー） - 須賀貴匡
- 前島武（BAR RION 店員） - 加治将樹
- 内田篤（小池竜也の高校時代のアルバイト仲間） - 渋谷謙人
- 石川実（麗美華宝石店強盗犯） - 白石直也
- 山本清志（麗美華宝石店強盗犯） - 山口航太
- 板倉裕二（前島の友人） - 中山孟

第5話「女子高生は見ていた！」
- 広沢江里（飛鳥工房 チーフアシスタント） - 宮本真希
- 大友果歩（東京都立若葉台女子高校 生徒） - 須藤茉麻（Berryz工房）
- 藤巻亮介（栄講社・純情クリスタル 編集担当者） - 赤木伸輔
- 飛鳥あかり（純情クリスタル 作画者） - いとうまい子
- 大友尚子（果歩の母親） - 相本久美子
- 大友茂（果歩の父親） - 山下規介
- 杉山佳恵（結城の友達） - 渋谷亜希
- 木谷きらら（純情クリスタル 原作者・本名「木谷伸枝」） - 福山亜弥
- 磯釣りの男（遺体発見者） - 丸山裕一

第6話「尾崎暴走！逮捕状発令」、第7話「5年前の真実…完結編」
- ケニー・フジムラ（武井木材 元従業員） - 岩永洋昭
- ジョーノ・タナカ（ケニーの友人） - 山下徹大
- 青木美加（aloha table 店員・ケニーの恋人） - 飯田圭織
- 赤川光一郎（西多摩市議会議員） - 小西博之
- 倉田真一（市議会議員秘書） - 法福法彦
- 松永恒夫（元響組構成員） - 内野智
- 菊島治郎（警視庁西多摩警察署強行犯係 刑事） - 木下ほうか（第6話のみ）
- 深町高広（連続タクシー強盗犯） - 福井博章（第6話のみ）
- 武井正雄（武井木材 社長） - 高山成夫（第6話のみ）
- 武井友子（麻友の母親） - 大島明美（第6話のみ）
- マスター（aloha table 店長） - オジエル・ノザキ（第6話のみ）
- 武井麻友（西多摩女子児童ひき逃げ事件被害者） - 中田舞奈（第6話のみ）
- 滝田麗子（松永の愛人） - 三輪ひとみ（第7話のみ）

第8話「はだしの美女…記憶喪失の女」
- 向井歩美（クラブグレイス ホステス嬢） - 前田愛
- 門脇修二（康平の弟） - 鈴木裕樹
- 奥村加奈子（修二の幼馴染） - 沢井美優
- 西村敦史（スミレ銀行池袋支店 融資担当） - 滝直希
- 夏目（歩美の担当医） - 阿部朋子
- 大石治（スミレ銀行渋谷支店 主任調査役） - 松澤仁晶
- 門脇康平（元スミレ銀行池袋支店 融資担当） - 宇都隼平

第9話「母親の命か？子どもの命か？」
- 神坂孝介（共立浦原総合病院 心臓血管外科医） - 金田賢一
- 鶴来陽一（洸徳総合病院 院長） - 中丸新将
- 真壁秀樹（ロッキー&モーリス社機械工学エンジニア） - 蟹江一平
- 秋葉太一（悠馬の父親） - 久松信美
- 柊肇（衆議院議員） - 三田村賢二
- 神坂澄子（神坂の妻） - 森奈みはる
- 秋葉悠馬（洸徳総合病院 入院患者） - 山崎竜太郎
- 秋葉早苗（悠馬の母親） - 鈴木智絵

第10話「最終章…木曜日の子供」、第11話「都内5カ所爆破予告！」、最終話「衝撃！キングの正体」
- 三神雅也（容疑者M） - 郭智博（幼少期：滝田匠 / 15歳：澤田怜央〈第10話・最終話のみ〉）
- 町村良平（町村写真館 店主） - 内野謙太
- 稲垣徹（イーストアジアプレス 社長） - 清水綋治
- 養護施設「ほのか園」園長 - 鶴田忍
- 坂元英樹（元警視庁公安部公安一課第三公安捜査第6係 係長） - 奥田達士
- 原田邦暁（原田パシフィック貿易 社長） - 並樹史朗
- 樋口亜希子（スーパーマーケット店員） - 井上和香
- 三神慎太郎（新宿五丁目男女撲殺事件被害者） - 鈴木秀人（第10話のみ）
- 三神今日子（新宿五丁目男女撲殺事件被害者） - 千咲としえ（第10話のみ）
- 内藤彰（内藤破砕土木建設 社長） - 野口雅弘（第10話のみ）
- 若林公康（投資ファンド 社長） - 田村亮（第11話・最終話のみ）

#### シリーズ6（2013年）
第1話「バスジャック発生！」、第2話「バスジャック！解決編」
- 成海亜希子（アモーレ交通 バスガイド） - 須藤温子
- 平山早苗（東京よくばり観光ツアー 客） - 草村礼子
- 江藤春子（東京よくばり観光ツアー 客） - 鷲尾真知子
- 滝本裕太（振り込め詐欺被害者） - 窪塚俊介
- 大久保慎一（バスジャック犯） - 辰巳蒼生
- 五十嵐修（アモーレ交通 バス運転手） - 浦崎宏
- 有田耕平（サイバー・メトロ・エージェンシー 社長） - 森岡豊（第2話のみ）
- 横山友康（パートナ・ファンド 社長） - 高田賢一（第2話のみ）

第3話「8年前の指紋…殺人犯をかばう町医者の秘密」
- 小倉孝信（運送会社配達員） - 高知東生
- 白石（マンション管理人） - 倉石功
- 吉川辰蔵（弥生町資産家） - 石山輝夫
- 吉川修一（辰蔵の息子） - 新田純一
- 吉川宏子（修一の妻） - 立原麻衣
- 小倉小枝子（孝信の妻） - 若月里菜
- 佐久間（空き巣被害者） - 小出浩祐
- 仁科寛（四丁目空き巣事件被疑者） - 上原風馬
- 湯川洋平（孝信の同僚） - 光宣

第4話「アメ横〜川越…伝説の女スリが狙ったサイフ」
- 木村里枝（スリ師） - 渡辺美佐子
- 桐島慎一（里枝の息子） - 岡田浩暉
- 桐島景子（慎一の妻） - 水沢螢
- 桐島可奈（慎一と景子の娘） - 野口真緒
- 長谷川哲也（愛の夫） - 木下政治
- 長谷川愛（行方不明者） - 栗原瞳

第5話「ストーカーに狙われた花嫁！人形が語る真実」
- 清瀬陽道（江戸木目込人形職人） - 竜雷太
- 苅田重明（苅田記念病院 院長） - 大出俊
- 清瀬結衣子（陽道と美佐子の娘・本名「合歓垣早苗」） - 大凪真生（少女期：當麻真歩）
- 清瀬美佐子（陽道の妻） - 立石涼子
- 菊池久明（菊松屋5代目） - 尾崎右宗
- 広川東吾（フリーライター） - 若杉宏二
- 合歓垣早苗（本名「清瀬結衣子」・6歳のとき事故死） - 高橋月

第6話「消えた交番巡査…いぬのおまわりさんの秘密」
- 寺田佐和子（寺田正一の妻） - 野村真美
- 梶谷元（寺田正一の元同僚） - 田中仁
- 志賀昌子（一馬の母親） - 福井裕子
- 坂巻（元地域課課長） - 黒部幸英
- 志賀一馬（元亜麻田組準構成員） - 神農直隆
- 寺田政則（寺田正一の父親・元大森南警察署勝島交番 巡査部長・15年前殉職） - 浜田道彦
- 岡部（警視庁向島中央警察署押上交番 巡査・寺田正一の同僚） - 絲木建太
- 寺田則行（寺田正一の息子） - 矢部光祐

第7話「温泉街に消えた5000万…伊豆湯けむり旅情編」
- 片瀬陽子（静岡県警察伊豆東警察署刑事課） - 高野志穂
- 長友昌樹（元伊豆東警察署刑事課） - 金山一彦
- 矢野麻沙美（中田の愛人） - 木村智早
- 桐山隆三（片瀬の上司） - 田中隆三
- 海道武（宝石店強盗殺人事件指名手配犯） - 渋谷謙人
- 向井邦夫（片瀬の同僚） - スマイリーキクチ
- 中田文彦（横領事件被疑者） - 吉澤宙彦

第8話「容疑者は初恋のカレの母親!? 結城刑事号泣す」
- 片山春樹（結城沙緒里の高校時代の同級生） - 小柳友
- 片山澄子（春樹と莉奈の母親） - 山下容莉枝
- 片山慎一郎（春樹と莉奈の父親） - 山下規介
- 斉藤（京島造園 社長） - 丹古母鬼馬二
- 村田博（京島造園 職人・本名「櫛田博敏」） - 工藤俊作
- 池澤元子（村田の同棲相手） - 三輪ひとみ
- 片山莉奈（春樹の妹） - 市山京香

第9話「課長撃たれる！遂に明かされる15年前の真実」、最終話「ひとつの命のために」
- 中西徹（警視庁捜査一課 管理官） - 石橋保
- 坂木治郎（老舗呉服屋主人・元関東第一銀行 行員） - 榊英雄
- 平沼和夫（墨田区区議会議員・押上現金輸送車強奪事件被疑者） - 影丸茂樹
- 戸田浩志（関東第一銀行主任） - 山崎画大
- 竹本順次（押上リバース元監督） - 竹本純平
- 村上省三（元自治会長） - 宗村嘉映
- 藤谷俊一（強奪事件目撃者） - 井上直樹（第9話のみ）
- 藤谷由加里（医科大学生） - 秋月三佳（最終話のみ）（幼少期：小泉彩〈最終話のみ〉）

## 用語
※ストーリー内にたびたび登場する施設・会社・組織・部署などを記す。
木曜日の子供
1970年代に警視庁関係者に対する爆弾テロを繰り返し、13名もの死者を出した正体不明の過激派組織。主要メンバーは誰一人として検挙されず、活動終息後も公安の捜査対象となっている。「木曜日の子供」という名称はマザーグースの一節から取られている。

## スタッフ
- 原作 - 今野敏「神南署安積班」他、安積班シリーズ（ハルキ文庫刊）
- 企画協力 - 河野治彦
- 脚本 - 大川俊道、いとう斗士八、岡芳郎、荒井修子
- 音楽 - 遠藤浩二
- 演出 - 酒井聖博、村田忍、竹村謙太郎、竹園元（MBS）、荒井光明（ドリマックス）、吉田秋生、武藤淳
- 挿入曲 - 麻衣「IN MISERY」[20]（ビクターエンタテインメント）
- 演出補 - 古林淳太郎、小野田浩子、小田彩、入佐友弥、島崎敏樹
- タイトルバック - 稲生諭
- 警察監修 - 杢尾尭
- 医療指導 - 堀エリカ（医療コーディネータージャパン）
- 医療協力・指導 - 冨名腰文人
- スタントコーディネート - Gocoo、ゼロス、深作覚、角田明彦
- カースタント - 高橋レーシング
- ガンエフェクト - 浅生マサヒロ
- プロデューサー - 橋本孝[21]、遠藤正人
- プロデューサー補 - 鎌田敏明
- 製作 - ドリマックス、TBS

## 放送日程

### シリーズ5
- 2012年4月9日[22] - 6月25日、全12話。

| 各話                                                           | 放送日        | サブタイトル                 | 原作                        | 脚本         | 演出     | 視聴率 |
| -------------------------------------------------------------- | ------------- | ---------------------------- | --------------------------- | ------------ | -------- | ------ |
| File.01                                                        | 2012年4月09日 | 警視庁安積班                 | オリジナル                  | 大川俊道     | 酒井聖博 | 10.2%  |
| File.02                                                        | 4月16日       | 殺人予告メール完結編         | オリジナル                  | 大川俊道     | 酒井聖博 | 12.5%  |
| File.03                                                        | 4月23日       | 遺留品1000万円の謎!?         | オリジナル                  | 岡芳郎       | 竹園元   | 11.4%  |
| File.04                                                        | 4月30日       | 潜入捜査！消えたダイヤを追え | オリジナル                  | 大川俊道     | 村田忍   | 09.3%  |
| File.05                                                        | 5月07日       | 女子高生は見ていた！         | オリジナル                  | いとう斗士八 | 村田忍   | 12.3%  |
| File.06                                                        | 5月14日       | 尾崎暴走！逮捕状発令         | オリジナル                  | 大川俊道     | 荒井光明 | 10.8%  |
| File.07                                                        | 5月21日       | 5年前の真実…完結編           | オリジナル                  | 大川俊道     | 酒井聖博 | 10.6%  |
| File.08                                                        | 5月28日       | はだしの美女…記憶喪失の女    | オリジナル                  | 岡芳郎       | 吉田秋生 | 12.2%  |
| File.09                                                        | 6月04日       | 母親の命か？子どもの命か？   | 『聖夜』 （『花水木』収録） | いとう斗士八 | 武藤淳   | 10.5%  |
| File.10                                                        | 6月11日       | 最終章…木曜日の子供          | オリジナル                  | 大川俊道     | 吉田秋生 | 12.4%  |
| File.11                                                        | 6月18日       | 都内5カ所爆破予告！          | オリジナル                  | 大川俊道     | 武藤淳   | 10.4%  |
| File.12                                                        | 6月25日       | 衝撃！キングの正体           | オリジナル                  | 大川俊道     | 酒井聖博 | 11.2%  |
| 平均視聴率 11.2%（視聴率はビデオリサーチ調べ、関東地区・世帯） |               |                              |                             |              |          |        |

### シリーズ6
- 2013年1月14日[24][25] - 3月18日、全10話。

| 各話                                                           | 放送日        | サブタイトル                              | 原作                      | 脚本         | 演出     | 視聴率 |
| -------------------------------------------------------------- | ------------- | ----------------------------------------- | ------------------------- | ------------ | -------- | ------ |
| File.01                                                        | 2013年1月14日 | バスジャック発生！                        | オリジナル                | 大川俊道     | 酒井聖博 | 11.1%  |
| File.02                                                        | 1月21日       | バスジャック！解決編                      | オリジナル                | 大川俊道     | 酒井聖博 | 11.0%  |
| File.03                                                        | 1月28日       | 8年前の指紋…殺人犯をかばう町医者の秘密    | オリジナル                | いとう斗士八 | 荒井光明 | 09.8%  |
| File.04                                                        | 2月04日       | アメ横〜川越…伝説の女スリが狙ったサイフ   | オリジナル                | 岡芳郎       | 荒井光明 | 10.3%  |
| File.05                                                        | 2月11日       | ストーカーに狙われた花嫁！人形が語る真実  | オリジナル                | 荒井修子     | 武藤淳   | 10.9%  |
| File.06                                                        | 2月18日       | 消えた交番巡査…いぬのおまわりさんの秘密   | オリジナル                | 岡芳郎       | 酒井聖博 | 11.3%  |
| File.07                                                        | 2月25日       | 温泉街に消えた5000万…伊豆湯けむり旅情編   | 『偽装』 （『陽炎』収録） | 大川俊道     | 吉田秋生 | 12.3%  |
| File.08                                                        | 3月04日       | 容疑者は初恋のカレの母親!? 結城刑事号泣す | オリジナル                | いとう斗士八 | 武藤淳   | 09.9%  |
| File.09                                                        | 3月11日       | 課長撃たれる！遂に明かされる15年前の真実  | オリジナル                | 大川俊道     | 吉田秋生 | 11.6%  |
| File.10                                                        | 3月18日       | ひとつの命のために                        | オリジナル                | 大川俊道     | 酒井聖博 | 10.3%  |
| 平均視聴率 10.9%（視聴率はビデオリサーチ調べ、関東地区・世帯） |               |                                           |                           |              |          |        |

## コミカライズ
- シリーズ5のコミカライズが、シリーズ6の放送に合わせて竹書房から全1巻発売されている。第1話と第2話（エピソード1）、第4話（エピソード2）、第6話と第7話（エピソード3）、第10話〜第12話（エピソード4）が原作。第4話を原作とするエピソード2は、結城が樋口亜希子の家を訪れて解決済みの事件の話をするという内容になっている。